# Distrikt Kelluyo
Der Distrikt Kelluyo liegt in der Provinz Chucuito in der Region Puno in Süd-Peru. Der Distrikt wurde am 1. Juni 1982 gegründet. Der Distrikt Kelluyo hat eine Fläche von 486 km². Beim Zensus 2017 wurden 7346 Einwohner gezählt. Im Jahr 1993 lag die Einwohnerzahl bei 8138, im Jahr 2007 bei 17.869. Verwaltungssitz des Distriktes ist die 3830 m hoch gelegene Ortschaft Kelluyo mit 866 Einwohnern (Stand 2017). Kelluyo liegt 60 km südsüdöstlich der Provinzhauptstadt Juli sowie knapp 130 km südöstlich der Regionshauptstadt Puno.

## Geographische Lage
Der Distrikt Kelluyo liegt im Altiplano südsüdwestlich des Titicacasees im Südosten der Provinz Chucuito. Entlang der nördlichen Distriktgrenze fließt der Río Ccallaccame nach Osten zur Laguna Aguallamaya, die vom Río Desaguadero durchflossen wird.
Der Distrikt Kelluyo grenzt im Südwesten an den Distrikt Pisacoma, im Nordwesten an den Distrikt Huacullani, im Nordosten an die Distrikte Zepita und Desaguadero sowie im Osten an das Municipio San Andrés de Machaca in der bolivianischen Provinz Ingavi im Departamento La Paz.